# Tomás Valík
Tomás Valík, né le 22 décembre 1964 à Opava et mort le 8 octobre 2016, est un acteur tchèque.

## Filmographie
- 1990 : Le compagnon de voyage, de Ludvík Ráža : Jean
- 1991 :  La Caverne de la Rose d'Or : La Princesse Rebelle (Ivaldo)
- 1992 :  La Caverne de la Rose d'Or : La Sorcière Noire  (Ivaldo)